# Front Południowo-Zachodni (Imperium Rosyjskie)

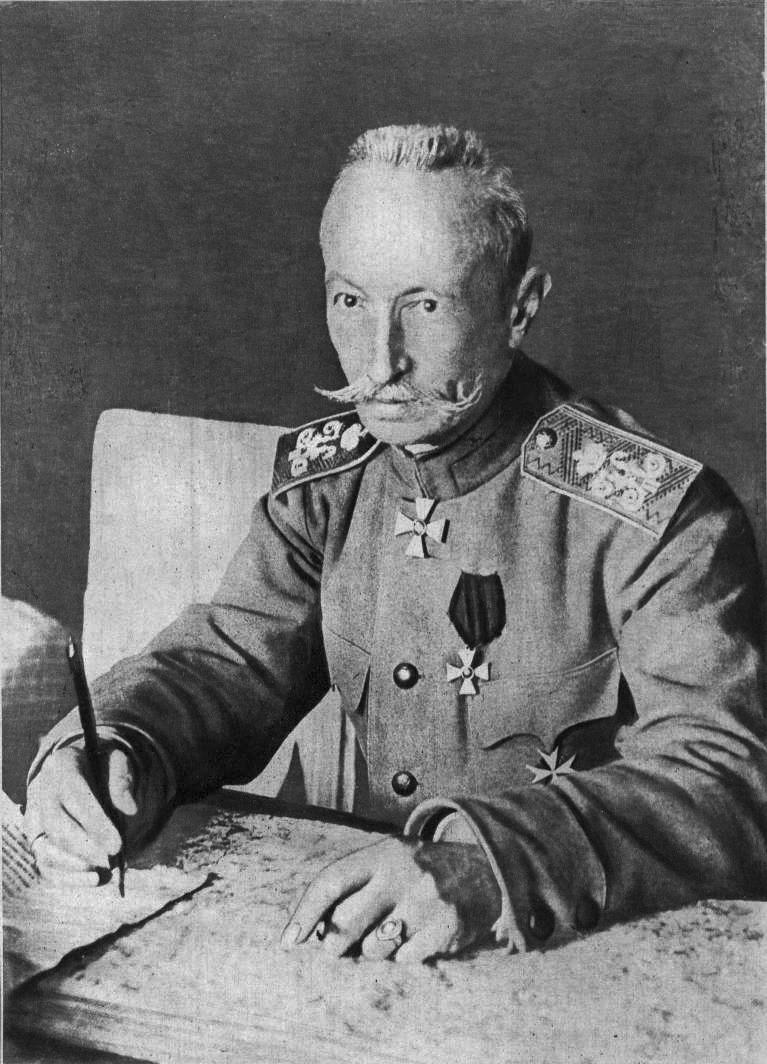
Aleksiej Brusiłow, jeden z dowódców Frontu Południowo-Zachodniego.

Front Południowo-Zachodni (ros. Юго-Западный фронт) – jeden z frontów rosyjskich z okresu I wojny światowej.
Dowództwo Frontu sformowano w lipcu 1914 roku. Braki w artylerii uzupełniono 160 działami ciężkimi będącymi na wyposażeniu Twierdzy Brześć. Front rozformowano na początku 1918 roku.

## Dowódcy frontu
- gen. artylerii Nikołaj Iwanow (19 lipca 1914 – 17 marca 1916),
- gen. kawalerii Aleksiej Brusiłow (17 marca 1916 – 21 maja 1917),
- gen. por. Aleksiej Gutor (22 maja 1917 – 10 lipca 1917),
- gen. piechoty Ławr Korniłow (10 lipca 1917 – 18 lipca 1917),
- gen. piechoty Piotr Bałujew (24 lipca 1917 – 31 lipca 1917),
- gen. por. Anton Denikin (2 sierpnia 1917 – 29 sierpnia 1917),
- gen. por. Fiodor Ogorodnikow (29 sierpnia 1917 – 9 września 1917),
- gen. por. Mikołaj Wołodczenko (9 września 1917 – 24 listopada 1917).

## Struktura organizacyjna
- 1 Armia: lipiec – wrzesień 1917,
- 2 Armia: lipiec 1914 – sierpień 1915
- 3 Armia: lipiec 1914 – lipiec 1915 i czerwiec – lipiec 1916,
- 4 Armia: lipiec 1914 – czerwiec 1915,
- 5 Armia: lipiec – wrzesień 1914,
- 7 Armia: październik 1914 – początek 1918,
- 8 Armia: lipiec 1914 – wrzesień 1917,
- 9 Armia: sierpień 1916 – grudzień 1916,
- 11 Armia: wrzesień 1914 – początek 1918
- Armia Specjalna: wrzesień - listopad 1916 i lipiec 1917 – początek 1918.